# タタ・インディカ

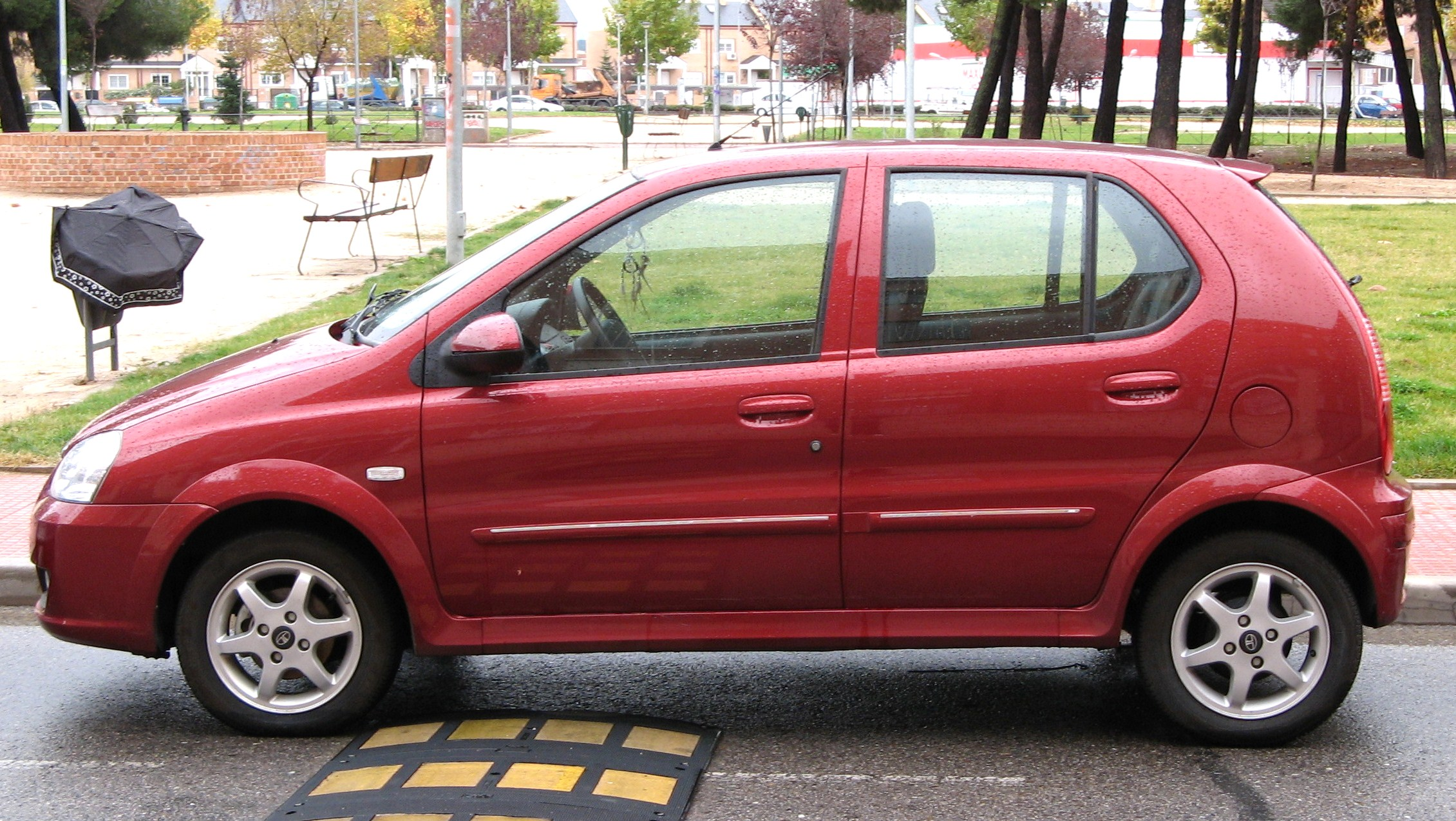
タタ・インディカ・V2（ヨーロッパ仕様版）

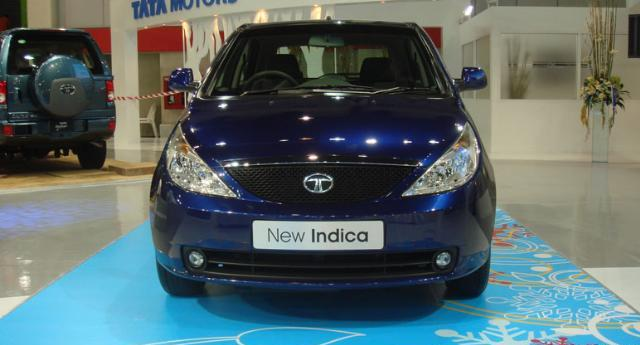
タタ・インディカ・ビスタ

インディカ（INDICA）は、インドの自動車メーカー、タタ・モーターズによりかつて製造・販売された、ハッチバック型の小型乗用車（Bセグメント級）である。タタ・モーターズ初の乗用向けハッチバック車であると共に、インド市場初のディーゼル搭載のハッチバック車である。
また、インド市場において初めて独自開発された乗用車の1台とも考えられる。2008年8月時点において、約91万台以上が製造され、プラットフォームから派生した車種は120万台程度製造される。年間販売台数は、2006年から2007年にかけては14万4,690台と高水準であり、月間販売台数は、2009年7月時点において約8,000台であった。また、2004年後半以降は、欧州市場やアフリカ市場、その他諸国へ輸出もされた。2018年4月に生産終了となった。
イギリス市場においては、バッジエンジニアリング車がMGローバー・グループにより輸入され、ローバー・シティローバーとして販売された。

## 歴史
インディカは、1998年12月30日にデビューした。インディカは発売直後から人気となり、発売後2年でインドにおける同クラスでのベストセラーとなった。
インディカは5ドアの小型ハッチバック車であり、1.4Lのガソリンエンジン／ディーゼルエンジンを搭載する。エンジンは自社製であり、それ以前にピックアップトラックやSUVに搭載されていたものを改変したものである。
インディカでは、オプション装備として、エアコンやパワーウインドウを選択することができる。これらの装備は、インド市場では従来、高価な輸入乗用車のみにみられたものであった。発売から3年後にはヨーロッパ市場への輸出が開始された。イギリスではローバーブランドの「シティローバー」として販売されたが、2005年4月のMGローバー・グループ社の経営破綻に伴って販売終了となった。
インディカのエクステリア・デザインは、イタリアのデザイン会社、I.DE.A（イデア）とタタ・モーターズのデザイン部門との共同によるものである。

## 初代
1998年12月30日、当時としては近代的なコンセプトで発表。キャッチコピーは「1台あたりもっとクルマを」とし、広大な車内空間と手頃な価格をアピールした広告となった。発表から1週間で11万5,000台の受注を受け、2年後にはインド市場における同セグメント市場においてベストセラーとなった。
インディカ「V1」と「V2」と呼ばれるモデルに相当し、1998年から2008年まで製造・販売されていた。

## 第2世代モデル（ビスタ）
「インディカ・ビスタ（Indica　Vista）と呼ばれるモデルであり、2008年から2015年まで製造・販売されていた。

## ビスタEV
2011年には、ビスタの電気自動車（EV)の登場が予定されていたが、2012年に発売が延期された。